# نادروچفسکایا
نادروچفسکایا (به لاتین: Nadruchevskaya) یک منطقهٔ مسکونی در روسیه است که در استان آرخانگلسک واقع شده‌است.